# Eisschnelllauf-Mehrkampfweltmeisterschaft 1989
Die 47. Mehrkampfweltmeisterschaft der Frauen wurde am 4. und 5. Februar 1989 auf dem James B. Sheffield Olympic Skating Rink im US-amerikanischen Lake Placid ausgetragen. Davon getrennt fand die 83. Mehrkampfweltmeisterschaft der Männer eine Woche später, am 11. und 12. Februar 1989, auf der Valle Hovin im norwegischen Oslo statt. Die beiden Weltmeistertitel gingen an die Deutsche Constanze Moser und den Niederländer Leo Visser.

## Teilnehmende Nationen
Frauen
Das Teilnehmerfeld des Frauenmehrkampfes setzte sich aus 29 Sportlerinnen aus 13 Nationen zusammen. Die Pfeile geben an, wie sich die Mannschaftsgröße eines Landes gegenüber der vorherigen Ausgabe geändert hat.
- 4 Starterinnen:  Deutsche Demokratische Republik ↑,  Niederlande,  Sowjetunion,  Vereinigte Staaten ↑
- 3 Starterinnen:  Kanada
- 2 Starterinnen:  Italien ↑,  Polen ↑
- 1 Starterin:  Frankreich ↑,  Japan ↓,  Neuseeland,  Norwegen,  Österreich,  Schweden ↓

Nicht mehr vertreten im Vergleich zum Vorjahr waren Athletinnen aus der Bundesrepublik Deutschland und Finnland. Insgesamt war das Feld um eine Teilnehmerin größer als 1988.
Männer
Im Männermehrkampf starteten 36 Sportler aus 18 Nationen.
- 4 Starter:  Japan ↑,  Vereinigte Staaten
- 3 Starter:  Kanada ↑,  Niederlande ↓,  Österreich,  Sowjetunion ↓
- 2 Starter:  Deutsche Demokratische Republik,  BR Deutschland ↑,  Italien ↑,  Norwegen ↓↓
- 1 Starter:  Australien,  Finnland ↓,  Griechenland ↑,  Polen,  Schweden,  Schweiz,  Südkorea ↓,  Tschechoslowakei

Nicht mehr vertreten im Vergleich zum Vorjahr waren Sportler aus Frankreich, der Mongolei und Ungarn. Insgesamt war das Feld um vier Teilnehmer kleiner als 1988.

## Wettbewerb

### Frauen
Bei Temperaturen von etwa −30 °C gewann Constanze Moser ihren ersten internationalen Titel. Sie platzierte sich vor ihrer Erfurter Vereinskollegin Gunda Kleemann, die ebenfalls ihre erste WM-Medaille holte. Auf Rang drei im Gesamtklassement reihte sich die niederländische Dreifacholympiasiegerin von 1988 Yvonne van Gennip ein.
Die folgende Tabelle zeigt die 16 bestplatzierten Sportlerinnen in der Gesamtwertung der Mehrkampf-WM an, die sich für die Finalteilnahme über 5000 Meter qualifiziert haben. Die Zahl in Klammern gibt die Platzierung je Einzelstrecke an, fett gedruckt ist die jeweils schnellste Zeit.
| Rang | Name                     | 500 Meter    | 3000 Meter       | 1500 Meter       | 5000 Meter       | Gesamt- Punkte |
| ---- | ------------------------ | ------------ | ---------------- | ---------------- | ---------------- | -------------- |
| 01   | Constanze Moser          | 43,33 s (3)  | 4:39,56 min (1)  | 2:10,91 min (2)  | 7:58,30 min (2)  | 181,389        |
| 02   | Gunda Kleemann           | 44,19 s (10) | 4:41,72 min (4)  | 2:11,16 min (3)  | 7:58,23 min (1)  | 182,686        |
| 03   | Yvonne van Gennip        | 43,59 s (6)  | 4:42,52 min (6)  | 2:13,10 min (7)  | 7:59,92 min (3)  | 183,034        |
| 04   | Mary Docter              | 44,78 s (18) | 4:42,29 min (5)  | 2:12,59 min (4)  | 8:00,75 min (4)  | 184,099        |
| 05   | Jacqueline Börner        | 44,33 s (13) | 4:41,00 min (3)  | 2:12,60 min (5)  | 8:08,60 min (6)  | 184,223        |
| 06   | Seiko Hashimoto          | 42,59 s (1)  | 4:49,15 min (13) | 2:12,65 min (6)  | 8:15,57 min (10) | 184,554        |
| 07   | Ljudmila Titowa-Morosowa | 44,42 s (14) | 4:43,59 min (7)  | 2:13,46 min (8)  | 8:13,00 min (7)  | 185,471        |
| 08   | Heike Schalling          | 45,51 s (20) | 4:40,36 min (2)  | 2:16,04 min (16) | 8:00,92 min (5)  | 185,674        |
| 09   | Marieke Stam             | 43,43 s (4)  | 4:49,08 min (11) | 2:14,34 min (11) | 8:16,30 min (11) | 186,020        |
| 10   | Jelena Lapuga            | 44,68 s (17) | 4:49,14 min (12) | 2:10,23 min (1)  | 8:18,31 min (12) | 186,111        |
| 11   | Herma Emmens-Meijer      | 43,51 s (5)  | 4:48,95 min (9)  | 2:15,10 min (13) | 8:18,54 min (13) | 186,555        |
| 12   | Erwina Rys-Ferens        | 44,63 s (16) | 4:49,03 min (10) | 2:14,23 min (9)  | 8:22,43 min (14) | 187,787        |
| 13   | Elena Belci-Dal Farra    | 45,51 s (20) | 4:45,26 min (8)  | 2:16,70 min (18) | 8:13,42 min (9)  | 187,961        |
| 14   | Jelena Tumanowa          | 45,76 s (24) | 4:49,20 min (14) | 2:14,26 min (10) | 8:13,03 min (8)  | 188,016        |
| 15   | Irina Bogatowa           | 44,25 s (11) | 4:52,05 min (16) | 2:15,86 min (15) | 8:29,16 min (16) | 189,127        |
| 16   | Petra Moolhuizen         | 45,76 s (24) | 4:49,76 min (15) | 2:16,11 min (17) | 8:25,28 min (15) | 189,951        |

### Männer
22 Jahre nach dem Erfolg von Kees Verkerk und Ard Schenk bei der Mehrkampf-WM 1967 gab es erneut einen niederländischen Doppelsieg: Wie bei der vorangegangenen Europameisterschaft setzte sich Leo Visser vor Gerard Kemkers durch und Geir Karlstad aus Norwegen gewann die Bronzemedaille. Titelverteidiger Eric Flaim verpasste als Vierter das Podest.
Die folgende Tabelle zeigt die 16 bestplatzierten Sportler in der Gesamtwertung der Mehrkampf-WM an, die sich für die Finalteilnahme über 10.000 Meter qualifiziert haben. Die Zahl in Klammern gibt die Platzierung je Einzelstrecke an, fett gedruckt ist die jeweils schnellste Zeit.
| Rang | Name               | 500 Meter    | 5000 Meter       | 1500 Meter       | 10.000 Meter      | Gesamt- Punkte |
| ---- | ------------------ | ------------ | ---------------- | ---------------- | ----------------- | -------------- |
| 01   | Leo Visser         | 39,48 s (14) | 7:03,52 min (1)  | 2:00,06 min (1)  | 14:36,93 min (2)  | 165,698        |
| 02   | Gerard Kemkers     | 39,71 s (19) | 7:09,41 min (4)  | 2:01,70 min (7)  | 14:37,69 min (3)  | 167,101        |
| 03   | Geir Karlstad      | 40,41 s (25) | 7:09,26 min (3)  | 2:01,80 min (8)  | 14:33,72 min (1)  | 167,622        |
| 04   | Eric Flaim         | 38,36 s (2)  | 7:17,57 min (11) | 2:01,99 min (9)  | 15:05,58 min (9)  | 168,059        |
| 05   | Michael Spielmann  | 39,53 s (15) | 7:14,83 min (14) | 2:01,45 min (5)  | 14:52,12 min (4)  | 168,102        |
| 06   | Tōru Aoyanagi      | 38,48 s (4)  | 7:20,59 min (19) | 2:03,21 min (13) | 15:08,12 min (11) | 169,015        |
| 07   | Christian Eminger  | 40,32 s (24) | 7:13,81 min (6)  | 2:01,39 min (4)  | 14:59,00 min (6)  | 169,114        |
| 08   | Johann Olav Koss   | 39,57 s (16) | 7:16,02 min (9)  | 2:00,48 min (2)  | 15:30,13 min (15) | 169,838        |
| 09   | Michael Hadschieff | 39,10 s (6)  | 7:15,95 min (8)  | 2:02,20 min (10) | 15:29,20 min (14) | 169,888        |
| 10   | Bart Veldkamp      | 40,73 s (30) | 7:09,25 min (2)  | 2:04,47 min (19) | 14:58,18 min (5)  | 170,054        |
| 11   | Ildar Garajew      | 39,75 s (21) | 7:18,05 min (13) | 2:01,18 min (3)  | 15:32,42 min (16) | 170,569        |
| 12   | Munehisa Kuroiwa   | 39,44 s (12) | 7:19,04 min (15) | 2:05,02 min (25) | 15:11,93 min (12) | 170,613        |
| 13   | Kazuhiro Satō      | 40,80 s (31) | 7:11,68 min (5)  | 2:06,60 min (32) | 15:02,07 min (8)  | 171,271        |
| 14   | Rudolf Jeklic      | 41,17 s (32) | 7:16,07 min (10) | 2:05,89 min (29) | 15:06,14 min (10) | 172,047        |
| 15   | Roberto Sighel     | 42,19 s (33) | 7:17,74 min (12) | 2:03,42 min (15) | 15:01,09 min (7)  | 172,158        |
| 16   | Jaromir Radke      | 42,25 s (34) | 7:18,12 min (14) | 2:04,50 min (20) | 15:23,49 min (13) | 173,736        |